# Coreano medio
Il coreano medio (中世韓國語, 중세 한국어) è una varietà di lingua coreana parlata durante la dinastia Goryeo (918-1392) e il primo periodo della dinastia Joseon (1392-1910), fino allo scoppio della guerra Imjin.
Il coreano medio è diviso in due sottoperiodi: il primo coreano medio e il tardo coreano medio; lo spartiacque tra i due è la caduta della dinastia Goryeo, sostituita poi dall'ultima dinastia imperiale coreana, la dinastia Joseon.
Una delle innovazioni più importanti nella storia della lingua coreana risalente al tardo coreano medio è l'invenzione dell'hangeul, promulgato da re Sejong il Grande il 9 ottobre 1446.

## Contesto storico-linguistico
Dal 918, regnava la dinastia Goryeo. La capitale venne spostata da Gyeongju a Kaegyeong (l'odierna Kaeseong). Quando la dinastia Goryeo si era insediata, in Cina era appena terminato il periodo del primo cinese medio ed era iniziato il tardo cinese medio. Nel 958, l'imperatore istituì un sistema di esami imperiali analogo a quello cinese per assumere i burocrati che avrebbero gestito il sistema imperiale.
La dinastia Goryeo cade nel 1397 e al suo posto si insediò la dinastia Joseon (1397-1910). Durante la dinastia Goryeo, in Cina era caduta la dinastia Song e si era instaurato il khanato mongolo, cioè la dominazione della Cina da parte della dinastia Yuan. L'inizio della dinastia Yuan (1279-1368) marca dunque la fine del periodo del tardo cinese medio e tutto il periodo del primo mandarino.
La dinastia Joseon governò per i primi 200 anni in un periodo di relativa pace; al tempo, la Corea era uno Stato vassallo della Cina, che era retta dalla dinastia Ming fin dalla fine del khanato mongolo. Durante questo periodo di pace, iniziò il primo rinascimento coreano. Un anno fondamentale all'interno del tardo coreano medio è il 1443: durante quest'anno, il re Sejong il Grande iniziò a creare insieme a un gruppo di studiosi l'alfabeto hangeul. Il re infatti era insoddisfatto dell'uso degli hanja in coreano attraverso il sistema idu, per cui la morfologia veniva approssimata in pronuncia con l'uso dei caratteri cinesi. I caratteri infatti erano insufficienti per rendere al meglio la scrittura e pronuncia della morfologia coreana (il cinese infatti è una lingua isolante) e il sistema tonale del coreano medio (il cinese aveva un sistema tonale in gran parte diverso). Pertanto, nell'arco di 3 anni ideò un alfabeto e lo collaudò. Il 9 ottobre 1446, l'hangeul nella sua versione originale (Old Hangeul) venne promulgato. 
Il periodo di pace durò finché nel 1592 lo shogun Toyotomi Hideyoshi decise di invadere la penisola di Corea nel tentativo di annetterla al Giappone. Scoppiarono dunque le guerre Imjin, che posero fine simbolicamente al periodo del tardo coreano medio e aprirono le porte al primo coreano moderno. Le guerre Imjin, che continuarono fino al 1598, videro la sconfitta del Giappone.

## Fonti che attestano il coreano medio
Le fonti che attestano il coreano medio e che permettono di studiarlo a livello di grafia, pronuncia, grammatica e sintassi sono suddivisibili in base alla periodizzazione primo/tardo coreano medio oppure in base all'invenzione e dunque alla presenza dell'antico hangeul (9 ottobre 1446). In questo vasto elenco di fonti storiche comunque non esaustivo sono scartati entrambi i criteri siccome le opere prodotte tra il 918 e il 1392 e che dunque attestano il primo coreano medio sono pochissime, contrariamente a quelle prodotte durante la dinastia Joseon (tardo coreano medio) e l'invenzione dell'hangeul. Per mera comodità, si separano le opere scritte dal 918 al 1499 e le opere scritte dal 1500 al 1592.

### Fonti scritte dal 918 al 1499
La prima opera che attesta il coreano medio è il Jilin Leishi, 鷄林類事, "Materie assortite di Jilin/Corea" del cinese Sun Mu, 孫穆, scritto tra il 1103-1104, durante il periodo del tardo cinese medio. La sua opera è un libro che parla della Corea. Sun Mu era un ambasciatore cinese presso i Goryeo. L'opera è andata perduta, ma dei frammenti sopravvivono attraverso le citazioni in altre opere. "Jilin" si riferisce alla Corea siccome è un antico modo di riferirsi al Regno di Silla, la dinastia che precede i Goryeo. "Jilin" sarebbe il calco fonetico di una parola coreana 계림, presumibilmente "Foresta del Pollo". Questo luogo esiste realmente ed è collegato all'origine mitologica della dinastia Silla: un pollo in una foresta, facendo rumore, attirò l'attenzione dei coreani locali verso uno scrigno d'oro da cui uscì un ragazzo che fondò la linea reale dei Kim.
La seconda opera che risale agli inizi della dinastia Joseon è il Chaoxian Guanyiyu (朝鮮館譯語). L'opera è un glossario cinese di lingua coreana compilato dallo Huitongguan (會同館) nel 1408, scritto in mandarino medio siccome è stato scritto durante la dinastia Ming; contiene 596 parole coreane con la pronuncia approssimata usando il fanqie applicato al mandarino medio. Nel titolo, 朝鮮 si riferisce di preciso alla dinastia Joseon. Molti altri glossari di lingue antiche sono classificati sotto l'etichetta 華夷譯語 e includono pure il tibetano, mongolo, birmano e siam/thailandese. Un altro esempio di "vocabolario sino-barbaro" è 日本館譯語, dello stesso periodo e in giapponese. Alcuni di questi vocabolari sino-barbari sono stati prodotti da un'istituzione detta 會同館, abbreviazione di 會同四譯館, un istituto di interpreti per le relazioni diplomatiche. Il numero 4 si riferisce a tutto il mondo, i 4 punti cardinali, per indicare i paesi stranieri. Inizialmente, lo 會同館 e il 四夷館 erano due istituzioni separate. Il nome esteso deriva dal loro accorpamento nel periodo Qing, in cui l'ufficio di mancese venne chiuso siccome i Qing stessi erano mancesi e non "stranieri": 會同四譯館.
La terza fonte è lo Hunminjeongeum (訓民正音) "Il modo corretto di istruire le persone (훈〮민져ᇰ〮ᅙᅳᆷ > 훈민정음) di re Sejong il Grande 世宗大王, 세종대왕, Jeong In-ji 鄭麟趾, 정인지 e la Sala dei Meritevoli (detta anche "Accademia dei Degni") 집현전, 集賢殿. L'opera, iniziata nel 1443, è un piccolo trattato in cui viene presentato per la prima volta ai letterati e al mondo l'hangeul. Dopo un periodo di rodaggio di 3 anni, venne promulgato il 9 ottobre 1446. L'opera ha una prefazione del re in hanja e cinese classico, dopodiché descrive la fonetica di ogni suono. Lo Hunminjeongeum è affiancato allo Hunminjeongeum haerye (訓民正音解例, 훈민정음해례) "Spiegazione illustrata del Hunminjeongeum". Questo mini-trattato spiega come si formano e scrivono le sillabe in antico hangeul.
Un'altra fonte appena immediata è il 龍飛御天歌, 용비어천가, "Il canto dei dragoni che volano nel cielo". L'opera fu scritta per ordine di re Sejong il Grande e contiene 6 poesie, dedicate ognuna a 6 grandi imperatori coreani. L'opera fu scritta nel 1445, contiene l'hangeul e venne pubblicata nel 1447; nel corso dei secoli successivi, venne editata e ristampata più volte. L'opera è stata scritta da un gruppo di 6 poeti, Seong Sanmun 성삼문, 成三問; Bak Paengnyeon 박팽년, 朴彭年; I Gae 이개, 李塏; Gweon Je 권제, 權踶; Jeong In-ji 정인지, 鄭麟趾; Choe Hang 최항, 崔恒.
Un'altra fonte sempre immediata è il Seokbosangjeol (釋譜詳節, 석보상절), "Articoli dettagliati sulle memorie di Sakyamuni". L'opera è una vita di Gautama Budda con dei sermoni. Buddha è indicato come Śākyamuni (शाक्यमुनि, Śākyamuni, "il saggio della famiglia Śākya") e l'epiteto è reso in coreano come Seokgamoni (석가모니). "Śākya" significa "Potenti". L'opera è stata scritta dal Grande Principe Suyang (수양대군, 首陽大君), poi diventato Re Sejo (세조, 世祖). Sejo era figlio di Sejong il Grande ma non suo successore immediato. L'opera fu scritta in ricordo della regina una volta che re Sejong il Grande rimase vedovo.
Un'altra fonte sempre immediata è il 月印千江之曲, 월인천강지곡, "Canti delle tracce della luna sui Mille Fiumi", scritta direttamente da re Sejong il Grande 世宗大王, 세종대왕. L'opera venne pubblicata nel 1447.
Un'altra fonte sempre immediata, per cui le altre sono scritte alcuni anni più tardi rispetto all'invenzione dell'hangeul è 東國正韻, 동국정운, "Le rime corrette del Paese Orientale". L'opera è stata scritta da un gruppo di 9 autori: Sin Suk-ju 신숙주, 申叔舟; Choe Hang 최항, 崔恒; Seong Sanmun 성삼문, 成三問; Bak Paengnyeon 박팽년, 朴彭年; I Gae 이개, 李塏; Gang Heuian 강희안, 姜希顔; I Hyeonro 이현로, 李賢老; Jo Byeongan 조변안, 曹變安; Gim Jeung 김증, 金曾. L'opera è stata compilata nel 1447 e pubblicata nel 1448.
Alcuni anni dopo, si colloca 洪武正韻譯訓, 홍무정운역훈, "Le rime corrette di Hong Wu, traslitterate e con glosse". L'opera indica la pronuncia cinese dei sinogrammi risalente al mandarino medio e non la pronuncia sino-coreana, per cui l'hangeul usato nella traslitterazione dei suoni è molto più complesso. L'opera è stata compilata da Sin Suk-ju 신숙주, 申叔舟 ed è stata pubblicata nel 1455.
Un'altra è il 月印釋譜, 월인석보 (il titolo combina 月印千江之曲 e 释谱详节). L'opera è una revisione di entrambe le opere e contiene delle preghiere buddiste in onore della moglie defunta di re Sejong il Grande. L'opera peraltro inizia con una copia dello Hunminjeongeum annotata con l'hangeul; questa edizione è detta Hunminjeongeum Eonhaebon. L'opera fu compilata dal re Sejong il Grande 世宗大王, 세종대왕 e dal futuro re Sejo, 세조, 世祖 e pubblicata nel 1459.
Un'altra è il 楞嚴經諺解, 릉엄경언해, "Interpretazione vernacolare del Śūraṃgama sūtra" (शूरङ्गम सूत्र). La parola in sanscrito indica il "valore eroico" o la "marcia eroica, progresso eroico". L'opera venne scritta in parte da re Sejo su richiesta del Grande Principe Hyoryeong 효령대군 (孝寧大君), fratello maggiore di re Sejong il Grande. Re Sejo finì la traduzione dei primi due sutra; tempo prima, la traduzione era stata ordinata da re Sejong ma non era stata portata a termine. Il resto dell'opera venne scritto da Sinmi 신미, 信眉 e Gim Suon 김수온, 金守溫. I due scrittori appartenevano al Direttorato Generale per la Pubblicazione dei Sutra 刊經都監, 간경도감, istituito da Re Sejo. L'istituto si occupava di produrre glosse sui sutra per aiutare l'interpretazione o la lettura dei caratteri più rari e ostici. Molte di queste opere buddiste corredate da glosse sopravvivono grazie alle ristampe successive. L'opera venne stampata nel 1461.
Un'altra opera è il 法華經諺解, 법화경언해, "Interpretazione vernacolare della sutra del loto", un altro commento a un sutra buddista. Il sutra originale ha il nome in sanscrito classico Sad-dharma Puṇḍárīka Sūtra सद्धर्मपुण्डरीकसूत्र). L'opera venne scritta da re Sejo 세조, 世祖 e pubblicata nel 1463.
Un'altra opera è il 金剛經諺解, 금강경언해, "Interpretazione vernacolare della Sutra del Diamante (sanscrito classico: वज्रच्छेदिकाप्रज्ञापारमितासूत्र Vájra-cchedikā-prajñā-pāramitā-sūtra) di re Sejo 세조, 世祖, Han Gyeheui 한계희, 韓繼禧; il Grande Principe Hyoryeong, 효령대군, 孝寧大君; Hae Cho 해초, 海超. L'opera è stata pubblicata nel 1464.
Un'altra opera è il 禪宗永嘉集諺解, 선종영가집언해, "Interpretazione vernacolare del buddhismo zen". Il buddismo Zen è una corrente che prende diversi nomi in base al paese in cui è penetrato: Chan (Cina), Zen (Giappone) e Seon 禪宗 (Corea). L'opera è stata scritta da Sinmi 신미, 信眉 e Grande Principe Hyoryeong 효령대군, 孝寧大君 ed è stata pubblicata nel 1464.
Un'altra opera è il 阿彌陀經諺解, 아미타경언해, "Interpretazione vernacolare della Sukhāvatīvyūha Sūtra breve". La sutra è distinta dalla sua versione lunga e il nome Sukhavati significa "Paradiso Occidentale". Nel titolo sino-coreano si trova invece la parola "Amitābha", un Buddha celeste il cui mondo è il Sukhavati, la terra "piena-di gioia", sukha ("gioia") + vat. L'opera è stata scritta da re Sejo 세조, 世祖 ed è è stata pubblicata nel 1464.
Un'altra opera è lo 五臺山上院寺重創勸善文, 오대산상원사중창권선문. Il titolo contiene il nome di un monte, lo Wutai, uno dei 4 monti sacri per il buddismo cinese. Nomina poi uno dei templi sul monte, il Tempio Shangyuan. L'opera inizia con una lettera di re Sejo e della regina in cui si offrono di ricostruire il tempio, dopodiché parte il testo principale scritto dal monaco buddista Sinmi. L'opera è stata scritta da re Sejo 세조, 世祖, dalla regina Jeonghui 정희왕후, 貞熹王后 e da Sinmi 신미, 信眉 ed è stata pubblicata nel 1464.
Un'altra opera è il 般若心經諺解, 반야심경언해, "Interpretazione vernacolare della sutra del cuore" (प्रज्ञापारमिताहृदय Prajñāpāramitā Hṛdaya; tibetano: བཅོམ་ལྡན་འདས་མ་ཤེས་རབ་ཀྱི་ཕ་རོལ་ཏུ་ཕྱིན་པའི་སྙིང་པོ). L'opera è stata compilata dal Direttorato Generale per la Pubblicazione dei Sutra, 간경도감, 刊經都監 ed è stata pubblicata nel 1464.
Un'altra opera è il 圓覺經諺解, 원각경언해, "Interpretazione vernacolare della Sutra della perfetta illuminazione". L'opera è stata scritta da re Sejo 세조, 世祖 e dal Grande Principe Hyoryeong 한계희, 韓繼禧 ed è stata pubblicata nel 1465.
Un'altra opera è 救急方諺解, 구급방언해, "Interpretazione vernacolare delle prescrizioni del trattamento di emergenza". L'opera è stata scritta da Yun Ho 윤호, 尹壕, Im Weonjun 임원준, 任元濬, Heo Jong 허종, 許琮. L'opera è stata pubblicata nel 1466 circa.
Un'altra opera è 蒙山和尙法語略錄, 몽산화상법어약록, "Traduzione degli insegnamenti del monaco buddhista Meng Shan". Meng Shan, trascritto come Mongsan 몽산 蒙山, era un monaco buddista cinese vissuto sotto la dinastia Yuan. Questi insegnamenti sono stati raccolti dal monaco buddista Naong, "Naong Hwasang" (나옹화상, 懶翁和尙, 1320-1376), detto anche Naong Hyegeun, 나옹혜근, 懶翁慧勤. L'opera è stata scritta da Sinmi 신미, 信眉 ed è stata pubblicata nel 1467 circa. La prima edizione però non è pervenuta, contrariamente alla seconda edizione del 1468.
Un'altra opera è il 牧牛子修心訣諺解, 목우자수심결언해, "I segreti di Moguja per coltivare la mente". Il titolo ha a che fare apparentemente con la mandria guidata e la coltivazione di sé, che vengono collegati; è un'altra interpretazione vernacolare. Il lavoro originale è di Jinul, 지눌 (知訥), che come nome di penna (호, 號 oppure 呼) si faceva chiamare 牧牛子. L'opera è stata scritta da Sinmi 신미, 信眉 ed è stata pubblicata nel 1467.
Un'altra opera è il 內訓, 내훈, "Insegnamenti per le donne". L'opera è stata scritta da Insu Daebi era la madre del re Seongjong 성종, 成宗 ed era nota anche con il nome postumo "Regina Sohye" della stirpe Han, 소혜왕후 한씨, 昭惠王后 韓氏. L'opera è stata pubblicata nel 1475, ma la prima edizione non è pervenuta. La prima edizione disponibile è del 1573.
Un'altra opera è il 三綱行實圖, 삼강행실, "Guida illustrata alle Tre Relazioni". L'opera è stata scritta da re Sejong il Grande 世宗大王, 세종대왕 e la prima edizione in cinese è 1434, ma successivamente fu ristampata con l'hangeul nel 1481.
Un'altra opera è il 分類杜工部詩諺解, 분류두공부시언해, detto anche 杜詩諺解, 두시언해, "Interpretazione vernacolare della poesia di Du Fu". Du Fu 杜甫 è un poeta che si chiamava pure Du Gongbu 杜工部. L'opera è stata scritta da Yu Yun-gyeom 유윤겸, 柳允謙, Jo Wi 조위, 曺偉 e Euichim 의침, 義砧. L'opera è stata pubblicata nel 1481.
Un'altra opera è il 金剛經三家解, 금강경삼가해, "Tre interpretazioni della Sutra del Diamante. L'opera è stata scritta da re Sejo 세조, 世祖, Hakjo 學祖, 학조 e re Munjong 문종, 文宗. Munjong era il figlio e successore di re Sejong il Grande; morì dopo soli due anni di regno. L'opera è stata pubblicata nel 1482.
Un'altra opera è lo 永嘉大師證道歌南明泉禪師繼頌諺解, 영가대사증도가남명천선사계송언해, meglio noto come 南明集諺解 남명집언해. L'opera è un'interpretazione vernacolare di un testo attribuita al monaco buddista Yongjia Xuanjue, 永嘉玄覺, detto "Yongjia il Grande Maestro" 永嘉大師; il testo in questione nel titolo è indicato come 證道歌, "Canto dell'illuminazione". Sempre nel titolo, 南明泉禪師 sarebbe il nome di un monaco buddista zen, detto anche 南明泉和尚. L'opera è stata scritta da Hakjo, 학조, 學祖 ed è stata pubblicata nel 1482.
Un'altra opera è il 佛頂心經諺解, 불정심경언해, "Interpretazione vernacolare della Uṣṇīṣa Vijaya Dhāraṇī sūtra". Nel titolo, è presente un'abbreviazione di 佛頂心陀羅尼經. Il titolo contiene un nome proprio conosciuto anche con la variante 佛顶尊胜. Il धारणी, dhāraṇī o 陀罗尼 è un canto o recitazione buddista e questo in particolare è un dharani che ha per oggetto Uṣṇīṣavijayā, "il Vittorioso con il codino ovale sopra la testa", ovvero un buddha con l'Ushnisha, 佛顶尊胜(佛母)]. L'opera è anonima ed è stata pubblicata nel 1485.
Un'altra opera è il 靈驗略抄, 영험약초. La parola 靈驗 significa "efficace" riferito a profezie e magie. Forse era stato creato per essere messo come appendice a un libro di mantra. L'opera è stata scritta in parte da Hakjo 學祖, 학조 e in parte da almeno un altro autore ed è stata pubblicata nel 1485.
Un'altra opera è il 救急簡易方, 구급간이방, "Prescrizioni semplificate per il trattamento di emergenza". L'opera è stata scritta da Yun Ho 윤호, 尹壕; Yim Weonjun 임원준, 任元濬; Heo Jong 허종, 許琮 ed è stata pubblicata nel 1489 e di questa edizione sopravvivono solo le ristampe successive.
Un'altra opera è l'Iroha, 伊路波 (이로파). Tutta l'opera è la traslitterazione di un poema giapponese: le sillabe giapponesi sono rese in hageul. Il poema è di argomento buddista e apparentemente risale al periodo Heian, in cui si parlava il primo giapponese medio). L'opera è stata compilata dalla Scuola degli Interpreti della Dinastia Joseon, 사역원, 司譯院 ed è stata pubblicata nel 1492.
Un'altra opera è il 衿陽雜錄, 금양잡록. L'opera è un trattato sulla tecnologia agricola, tipi di grano e coltivazione del riso. L'opera è stata scritta da Gang Heuimaeng 강희맹, 姜希孟 ed è stata pubblicata nel 1492.
Un'altra opera è il 六祖法寶壇經諺解, 육조법보단경언해, "Interpretazione vernacolare della sutra del palco del sesto patriarca". L'opera è la traduzione di un lavoro di Huineng, 혜능 慧能 (638-713), un monaco buddista cinese. L'opera è stata scritta da Hakjo 學祖, 학조 ed è stata pubblicata nel 1496.
Un'altra opera è il 施食勸供諺解, 시식권공언해. L'opera è la traduzione di due testi buddisti volta da Insu Daebi per pregare per il re Seongjong, defunto. I due testi sono 三壇施食 e 眞言勸供. Il primo ha nel nome il concetto di nutrire, riferito forse ai demoni affamati; il secondo invece significa "Istruzioni per fare offerte <con> mantra", dove il mantra è indicato con 真言. L'opera è stata scritta da Hakjo 學祖, 학조 ed è stata pubblicata nel 1496.

### Fonti scritte dal 1500 al 1592
Un'opera è il 續三綱行實圖, 속삼강행실도, "Il seguito della guida illustrata alle Tre Relazioni. L'opera è il seguito di un'altra opera ancora, 삼강행실도 (三綱行實圖), come indica il carattere 續, ed è stata scritta da Sin Yonggae 신용개, 申用漑. L'opera è stata pubblicata nel 1514. La prima edizione non è però disponibile.
Un'altra opera è il 四聲通解, 사성통해, Saseong tonghae, "Spiegazione approfondita dei quattro toni". L'opera è un rimaneggiamento di un dizionario di Sin Sukju avente lo stesso nome ed è stata scritta da Choe Sejin 최세진, 崔世珍. L'opera è stata pubblicata nel 1517, ma la prima edizione non è disponibile.
Un'altra opera è il 飜譯朴通事, 번역박통사, "<Nuova> traduzione di Pak l'Interprete". L'opera è un testo di grammatica cinese, che è stato tradotto e a cui è stato aggiunto l'hangeul, ed è stata scritta da Choe Sejin 최세진, 崔世珍. È stata pubblicata nel 1517 circa.
Un'altra opera è il 飜譯老乞大, 번역노걸대, "Traduzione di ‘Il vecchio cataico’". L'opera è la traduzione di una grammatica di mandarino medio e "vecchio" non indica l'età avanzata o la venerabilità, ma è un termine amichevole. "Cataico" deriva da "Catai", un modo per indicare la Cina derivante dal nome di un'etnia della Cina settentrionale, i Khitan; fu coniato da Marco Polo. L'opera è stata scritta da Choe Sejin 최세진, 崔世珍 ed è stata pubblicata nel 1517 circa, ma la prima edizione non è disponibile.
Un'altra opera è il 二倫行實圖, 이륜행실도, "Condotta illustrata dei Due Legami". L'opera è stata scritta da Jo Sin 조신, 曺伸 ed è stato pubblicato nel 1518.
Un'altra opera è il 飜譯小學, 번역소학, "Traduzione del ‘Piccolo studio’. Il Piccolo studio 小学, in contrapposizione al Grande studio 大学, è un'opera di Zhu Xi, un filosofo cinese vissuto durante la dinastia Song. L'opera è stata scritta da Gim Jeon 김전, 金詮; Choe Suksaeng 최숙생, 崔淑生 ed è stata pubblicata nel 1518, ma la prima edizione non è disponibile.
Un'altra opera è il 呂氏鄕約諺解, 여씨향약언해, "Interpretazione vernacolare dei patti comunitari della famiglia Lü". Per "patto comunitario" 鄉規 o 鄉約 o 社約 si intende un'etica comune e codice di condotta sociale condiviso che include il mutuo controllo e assistenza e tiene unito un gruppo; in questo caso è etica di tipo confuciano. Il lavoro fu rimaneggiato da Zhu Xi. L'opera è stata tradotta da Gim Anguk 김안국, 金安國 ed è stata pubblicata nel 1518.
Un'altra opera è il 正俗諺解, 정속언해, "Interpretazione vernacolare della correzione delle Correzione delle [forme di scrittura] volgari". L'opera è stata tradotta da Gim Anguk 김안국, 金安國 ed è stata pubblicata nel 1518.
Un'altra opera è il 簡易辟瘟方, 간이벽온방, "Formule semplici contro le malattie epidemiche calde". L'opera è stata scritta da Gim Sunmong 김순몽, 金順蒙; Yu Yeongjeong 유영정, 劉永貞; Bak Segeo 박세거, 朴世擧. L'opera è stata scritta nel 1525 e pubblicata di seguito, ma la prima edizione non è disponibile.
Un'altra opera è il 訓蒙字會, 훈몽자회, "Raccolta di caratteri per l'istruzione dei non illuminati", Hunmong Jahoe. L'opera è stata scritta da Choe Sejin 최세진, 崔世珍 ed è stata pubblicata nel 1527.
Un'altra opera è il 牛馬羊猪染疫病治療方, 우마양저염역병치료방. L'opera parla delle formule medicinali per le malattie infettive del bestiame, indicato nel titolo come mucche, cavalli, capre e maiali. L'opera è anonima ed è stata pubblicata nel 1541, ma la prima edizione non è disponibile.
Un'altra opera è il 分門瘟疫易解方, 분문온역이해방, "Classificazione delle formule facilmente comprensibili per le malattie epidemiche calde". L'opera è stata tradotta da Gim Anguk 김안국, 金安國 e altri traduttori ed è stata pubblicata nel 1542, ma la prima edizione non è disponibile.
Un'altra opera è il 七大萬法, 칠대만법. L'opera parla della legge di tutte le cose (万 deriva forse da 万事, letteralmente "miriade, diecimila"), che sono un'unione armonica di sette grandi elementi, ‘지 (地)’, ‘수 (水)’, ‘화 (火)’, ‘풍 (風)’, ‘공 (空)’, ‘견 (見)’, ‘식 (識)’, cioè terra, acqua, fuoco, vento, il vuoto, la percezione e il suono. Mette poi in connessione quest'armonia con quella buddhista. L'opera è stata scritta da un autore anonimo nel 1569.
Un'altra opera è il 禪家龜鑑, 선가귀감. Il libro ha a che fare con il buddismo coreano e 龜鑑, lo "specchio di tartaruga", indica nel linguaggio figurato l'avvertimento o l'autocritica; 禪家 indica colui che fa meditazione buddista. L'opera è stata scritta da Hyu Jeong 휴정, 休靜 ed è stata pubblicata nel 1569.
Un'altra opera è il Gwangju Cheongjamun; il titolo deriva da 千字文, "Il classico dei mille caratteri" o "Qianzi Wen" (천자문). Questa specifica versione del Qianzi Wen è stata pubblicata a Gwangju, 광주, 光州. E' stata scritta da un autore anonimo nel 1575.
Un'altra opera è il Seokbong Cheongjamun. Questa seconda versione del Classico dei mille caratteri è stata scritta da Han Seok-bong, 한석봉, 韓石峯 (detto anche Han Ho, 한호, 韓濩) ed è stata pubblicata nel 1583.
Un'altra opera è il 新增類合, 신증유합. L'opera è stata scritta da Yu Heuichun 유희춘, 柳希春 ed è stata pubblicata nel 1576.
Un'altra opera è il 野雲自警, 야운자경, "Testo per l'autoammonimento" o più letteralmente "Autoammonimento di Yaun". Il titolo contiene il nome dell'autore dell'opera originale Yaun 野雲; 1376–1433). L'edizione del 1577 proviene dal Tempio di Songgwang 송광사 松廣寺 a Suncheon 순천 順天 (Jeolla meridionale 전라 全羅); l'edizione del 1583 proviene dal Tempio di Seobongsa 서봉사 瑞峰寺 sul Monte Gwanggyo 광교산 光敎山 (regione di Yongin 용인 龍仁). In generale, molti templi in Corea custodiscono parecchi testi antichi buddisti; altri templi ancora contengono altre edizioni di anni diversi.
Un'altra opera è il 發心修行章, 발심수행장, "Risveglia la tua mente ed esercitati". Il lavoro originale è di Hweon Hyo 원효 元曉, meglio noto come Wonhyo. Vale la stessa distinzione tra i due templi: l'edizione del Tempio di Songgwang 송광사, 松廣寺 è del 1577; l'edizione del Tempio di Seobongsa 서봉사, 瑞峰寺 è del 1583.
Un'altra opera è il 誡初心學人文, 계초심학인문, "Ammonizioni per principianti" oppure "Introduzione all'autodisciplina per monaci buddhisti". Il lavoro originale è di Bojo Jinul, 普照知訥. Vale la stessa distinzione tra i due templi: l'edizione del Tempio di Songgwang 송광사, 松廣寺 è del 1577; l'edizione del Tempio di Seobongsa 서봉사, 瑞峰寺 è del 1583.
Un'altra opera è il 小學諺解, 소학언해, "Esegesi del ‘Piccolo studio’" oppure "Interpretazione vernacolare del ‘Piccolo studio’". L'opera è stata compilata dal 교정청 校正廳, l'Ufficio per l'Esame e Correzione <di Testi>, da non confondere con quello omonimo del 1894 in contesto di invasione giapponese della Corea. 校 교 significa sia "esaminare" che "comparare", forse imparentato con 较. L'opera è stata scritta nel 1587 e pubblicata nel 1588.
Un'altra opera è il 四書諺解, 사서언해, "Interpretazione vernacolare dei ‘Quattro Libri’". I Quattro Libri per eccellenza del canone confuciano sono la Dottrina del Giusto Mezzo, il Grande Studio, i Dialoghi di Confucio (o "l'aforismario di Confucio" o "Lunyu") e il Mencio: 中庸, 大學, 論語, 孟子. L'opera è stata scritta da Yi I 이이, 李珥 ed è stata pubblicata nel 1590.
Un'altra opera è il 孝經諺解, 효경언해, "Interpretazione vernacolare del ‘Canone della pietà filiale’". L'opera è stata scritta dall'Ufficio dei Consulenti Speciali, 홍문관, 弘文館. L'Ufficio sostituì la 집현전, 集賢殿, la "Sala dei Meritevoli/Accademia dei Degni", sciolta da re Sejo dopo il suo colpo di Stato; la Sala dei Meritevoli aveva contribuito a inventare l'hangeul insieme al re Sejong il Grande. L'opera è stata pubblicata nel 1590.

### Tavola delle fonti
Questa tavola ordinabile contiene svariate fonti ma non è esaustiva.
| Fonte | Autore/i                                                                                                   | Anno           |
| --- | --- | -------------- |
| Jilin Leishi, 鷄林類事, "Materie assortite di Jilin"/"Corea"                                                           | Sun Mu | 1103-1104      |
| Chaoxian Guanyiyu, 朝鮮館譯語, "Vocabolario di Joseon"/"Espressioni coreane"                                           | Huitongguan (會同館)                                                                                       | 1408           |
| 訓民正音, Hunminjeongeum, "I suoni corretti per istruire la gente" (훈〮민져ᇰ〮ᅙᅳᆷ > 훈민정음)                               | Re Sejong il Grande; Jeong In-ji; Sala dei Meritevoli                                                      | 1446           |
| 訓民正音解例 Hunminjeongeum haerye, "Spiegazione illustrata del Hunminjeongeum" (훈민정음해례)                         | Jeong In-ji; Sala dei Meritevoli                                                                           | 1446           |
| 龍飛御天歌, 용비어천가, "Il canto dei dragoni che volano nel cielo"                                                    | Seong Sanmun; Bak Paengnyeon; I Gae; Gweon Je; Jeong In-ji; Choe Hang                                      | 1447           |
| Seokbosangjeol 釋譜詳節, 석보상절, "Articoli dettagliati sulle memorie di Sakyamuni"                                   | Grande Principe Suyang                                                                                     | 1447           |
| 月印千江之曲, 월인천강지곡, "Canti dei segni della luna sui Mille Fiumi"                                               | Re Sejong il Grande                                                                                        | 1447           |
| 東國正韻, 동국정운, "Le rime corrette del Paese Orientale"                                                             | Sin Suk-ju; Choe Hang; Seong Sanmun; Bak Paengnyeon; I Gae; Gang Heuian; I Hyeonro; Jo Byeongan; Gim Jeung | 1448           |
| 洪武正韻譯訓, 홍무정운역훈, "Le rime corrette di Hong Wu, traslitterate e glossate"                                    | Sin Suk-ju                                                                                                 | 1455           |
| 月印釋譜, 월인석보 | Re Sejong il Grande; Grande Principe Suyang                                                                | 1459           |
| 楞嚴經諺解, 릉엄경언해, "Interpretazione vernacolare della Śūraṃgama sūtra"                                            | Re Sejo; Sinmi; Gim Suon                                                                                   | 1461           |
| 法華經諺解, 법화경언해, "Interpretazione vernacolare della Sutra del loto"                                             | Re Sejo | 1463           |
| 金剛經諺解, 금강경언해, "Interpretazione vernacolare della sūtra del diamante"                                         | Re Sejo; Han Gyeheui; Grande Principe Hyoryeong; Hae Cho                                                   | 1464           |
| 禪宗永嘉集諺解, 선종영가집언해, "Interpretazione vernacolare dell'essenza del buddhismo zen"                           | Sinmi; Grande Principe Hyoryeong                                                                           | 1464           |
| 阿彌陀經諺解, 아미타경언해, "Interpretazione vernacolare della Sukhāvatīvyūha Sūtra breve"                             | Re Sejo | 1464           |
| 五臺山上院寺重創勸善文, 오대산상원사중창권선문                                                                         | Re Sejo; Regina Jeonghui; Sinmi                                                                            | 1464           |
| 般若心經諺解, 반야심경언해, "Interpretazione vernacolare della sutra del cuore"                                        | Gangyeong Dogam (刊經都監)                                                                                 | 1464           |
| 圓覺經諺解, 원각경언해, "Interpretazione vernacolare della sutra della perfetta illuminazione"                         | Re Sejo; Grande Principe Hyoryeong                                                                         | 1465           |
| 救急方諺解, 구급방언해, "Interpretazione vernacolare delle prescrizioni per il trattamento di emergenza"               | Yun Ho; Im Weonjun; Heo Jong                                                                               | 1466 circa     |
| 蒙山和尙法語略錄, 몽산화상법어약록, "Traduzione degli insegnamenti del monaco buddhista Meng Shan"                     | Sinmi | 1467; [1468]   |
| 牧牛子修心訣諺解, 목우자수심결언해, "I segreti di Moguja per coltivare la mente"                                       | Sinmi | 1467           |
| 內訓, 내훈, "Insegnamenti per le donne"                                                                                | Insu Daebi (regina Sohye)                                                                                  | 1475; [1573]   |
| 三綱行實圖, 삼강행실, "Guida illustrata alle Tre Relazioni" [1434]                                                     | Re Sejong il Grande                                                                                        | 1481           |
| 分類杜工部詩諺解, 분류두공부시언해 (杜詩諺解, 두시언해, "Interpretazione vernacolare della poesia di Du Fu"            | Yu Yun-gyeom; Jo Wi; Euichim                                                                               | 1481           |
| 金剛經三家解, 금강경삼가해, "Tre interpretazioni della sutra del diamante"                                             | Re Sejo; Hakjo; Re Munjong                                                                                 | 1482           |
| 永嘉大師證道歌南明泉禪師繼頌諺解, 영가대사증도가남명천선사계송언해 (南明集諺解 남명집언해)                             | Hakjo | 1482           |
| 佛頂心經諺解, 불정심경언해, "Interpretazione vernacolare della Uṣṇīṣa Vijaya Dhāraṇī sūtra"                            | ? | 1485           |
| 靈驗略抄, 영험약초 | Hakjo (parte dell'opera)                                                                                   | 1485           |
| 救急簡易方, 구급간이방, "Prescrizioni semplificate per il trattamento di emergenza"                                    | Yun Ho; Yim Weonjun; Heo Jong                                                                              | 1489           |
| Iroha, 伊路波 (이로파)                                                                                                 | Sayeok-weon (司譯院)                                                                                       | 1492           |
| 衿陽雜錄, 금양잡록 | Gang Heuimaeng                                                                                             | 1492           |
| 六祖法寶壇經諺解, 육조법보단경언해, "Interpretazione vernacolare della sutra del palco del Sesto Patriarca"            | Hakjo | 1496           |
| 施食勸供諺解, 시식권공언해                                                                                             | Hakjo | 1496           |
| 續三綱行實圖, 속삼강행실도, "Seguito della ‘Guida illustrata alle Tre Relazioni’"                                      | Sin Yonggae                                                                                                | 1514           |
| Saseong tonghae 四聲通解, 사성통해, "Spiegazione approfondita dei quattro toni"                                        | Choe Sejin                                                                                                 | 1517           |
| 飜譯朴通事, 번역박통사, "<Nuova> traduzione di Pak l'Interprete"                                                       | Choe Sejin                                                                                                 | 1517 circa     |
| 飜譯老乞大, 번역노걸대, "Traduzione di Il vecchio cataico"                                                             | Choe Sejin                                                                                                 | 1517 circa     |
| 二倫行實圖, 이륜행실도, "Condotta illustrata dei Due Legami"                                                           | Jo Sin | 1518           |
| 飜譯小學, 번역소학, "Traduzione del ‘Piccolo studio’"                                                                  | Gim Jeon; Choe Suksaeng                                                                                    | 1518           |
| 呂氏鄕約諺解, 여씨향약언해, "Traduzione vernacolare dei patti comunitari della famiglia Lü"                            | Gim Anguk (traduzione)                                                                                     | 1518           |
| 正俗諺解, 정속언해, "Traduzione vernacolare della Correzione delle [forme di scrittura] volgari"                       | Gim Anguk (traduzione)                                                                                     | 1518           |
| 簡易辟瘟方, 간이벽온방, "Semplici formule contro le malattie epidemiche calde"                                         | Gim Sunmong; Yu Yeongjeong; Bak Segeo                                                                      | 1525 (dopo il) |
| Hunmong Jahoe 訓蒙字會, 훈몽자회, "Raccolta di caratteri per l'istruzione dei non illuminati"                          | Choe Sejin                                                                                                 | 1527           |
| 牛馬羊猪染疫病治療方, 우마양저염역병치료방                                                                             | ? | 1541           |
| 分門瘟疫易解方, 분문온역이해방, "Classificazione di formule facilmente comprensibili per le malattie epidemiche calde" | Gim Anguk (traduttore); et al.                                                                             | 1542           |
| 七大萬法, 칠대만법 | ? | 1569           |
| 禪家龜鑑, 선가귀감 | Hyu Jeong                                                                                                  | 1569           |
| 光州千字文, Gwangju Cheongjamun                                                                                        | ? | 1575           |
| 石峯千字文, Seokbong Cheongjamun                                                                                       | Han Seok-bong (Han Ho)                                                                                     | 1583           |
| 新增類合, 신증유합 | Yu Heuichun                                                                                                | 1576           |
| 野雲自警, 야운자경, "Testo per l'autoammonizione" ("Autoammonizione di Yaun")                                          | Tempio di Songgwang; Tempio di Seobongsa                                                                   | 1577; 1583     |
| 發心修行章, 발심수행장, "Risveglia la tua mente ed esercitati"                                                         | Tempio di Songgwang; Tempio di Seobongsa                                                                   | 1577; 1583     |
| 誡初心學人文, 계초심학인문, "Ammonizioni per principianti ("Introduzione all'autoammonizione per monaci buddhisti")    | Tempio di Songgwang; Tempio di Seobongsa                                                                   | 1577; 1583     |
| 小學諺解, 소학언해, "Esegesi del Piccolo studio" oppure "Interpretazione vernacolare del Piccolo studio"               | Gyojeongcheong (校正廳)                                                                                    | 1588           |
| 四書諺解, 사서언해, "Interpretazione vernacolare dei Quattro Libri"                                                    | Yi I | 1590           |
| 孝經諺解, 효경언해, "Interpretazione vernacolare del Canone della pietà filiale"                                       | Ufficio dei Consulenti Speciali                                                                            | 1590           |

## L'antico hangeul, pronuncia e toni
L'hangeul era già stato promulgato da re Sejong il Grande il 9 ottobre 1446, durante il tardo coreano medio e circa 150 anni prima dello scoppio delle guerre Imjin, che hanno marcato l'inizio del primo coreano moderno. La pronuncia dell'hangeul è quella ricostruita e risalente sia al tardo coreano medio che al primo coreano moderno; qualora ci siano delle differenze o evoluzioni tra le due varietà, ciò viene indicato.
Alcuni caratteri ("jamo") dell'alfabeto hangeul erano usati più o meno di rado nei testi antichi del tardo coreano medio per trascrivere dei suoni degli hanja al tempo del cinese medio, per poi cadere in disuso. Sempre in passato, erano possibili anche combinazioni vocaliche oggi in disuso, perlopiù per trascrivere la pronuncia degli hanja in cinese medio.
I suoni consonantici nello Hunminjeongeum vengono divisi in "suoni interamente chiari" (ㄱ, ㄷ, ㅂ, ㅈ, ㅅ, ㆆ), "suoni parzialmente chiari" (le aspirate ㅋ, ㅌ, ㅍ, ㅊ, ㅎ), "suoni interamente torbidi" (le geminate ㄲ, ㄸ, ㅃ, ㅉ, ㅆ, ㆅ) e "suoni né chiari né torbidi" (ㆁ, ㄴ, ㅁ, ｏ, ㄹ,ㅿ); di ogni suono, viene indicato il luogo di articolazione (lungo i denti molari, con la punta della lingua, lungo i denti incisivi, laringe, a metà con la punta della lingua riferito a ㄹ e a metà con gli incisori riferito a ㅿ).
| Jamo | IPA                                  | Descrizione e commenti |
| ---- | ------------------------------------ | --- |
| ㅏ   | /a/                                  | A di albero. Se a tutte le vocali (tranne la /i/) si aggiunge un trattino in più, si ottiene un dittongo aperto che inizia con la semivocale /j/, per esempio /ja/ㅑ. Un altro dittongo antico è ㅐ ay */ai̯/ㅒ, che oggi si è monottongato in un suono unico; da questo antico dittongo si ricava un antico trittongo, yay */jai̯/, che oggi collassa in un dittongo. Molti dittonghi e trittonghi storici si riconoscono nella grafia dell'hangeul, che li riproduce in modo piuttosto fedele. |
| ㅓ   | /ə/                                  | La pronuncia ricostruita è quella di una schwa/vocale neutra, che si può pronunciare immaginando di declamare l'alfabeto ("a, bi, ci, di, e, effe, gi...") togliendo ogni vocale dalle consonanti ("a, b, c, d, e, f, g"). In coreano contemporaneo, la vocale si pronuncia /ʌ/, cioè una "o" aperta e non arrotondata, per cui la vocale si è posteriorizzata. Un antico dittongo è ㅔ ey */əi̯/, che oggi si monottonga in /e/. Un antico trittongo è ㅖ yey */jəi̯/ che oggi si semplifica in un dittongo aperto /je/. |
| ㅣ   | /i/                                  | I di isola, vocale anteriore chiusa. |
| ㅗ   | /o/                                  | O di orso, vocale arrotondata chiusa. Si può ritrovare in dittonghi aperti, in cui indicava quasi sempre la semivocale /w/. Due dittonghi sono ㅘ /wa/ e ㅙ way, */wai̯/; il secondo oggi si pronuncia come un dittongo e non come un trittongo. Un altro dittongo antico è ㅚ oy */oi̯/, oggi mutato in dittongo aperto /we/. |
| ㆍ   | /ʌ/                                  | Questa vocale, che si chiamava "arai-a" (oggi "arae-a"), è una "o" aperta e non arrotondata. Compariva pure in un dittongo che assomiglia a un punto esclamativo,ᆝ */jʌ/, che si scriveva accanto alla consonante; tuttavia questo dittongo già anticamente era dialettale o confinato al linguaggio dei bambini (e dunque a una pronuncia infantile). Un altro dittongo è ㆎ */ʌi̯/, non dialettale. Questa vocale è in disuso in coreano contemporaneo siccome è mutata solitamente in /a/, ma è ancora presente nel Jeju, la lingua dell’omonima provincia sudcoreana, Jeju 濟州 (un’isola a sud della penisola coreana). La pronuncia è comunque mutata siccome in Jeju si pronuncia /ɒ/ (vocale posteriore aperta arrotondata, è la versione ancora più aperta di /ɔ/). La sua romanizzazione è "ə" (una romanizzazione alternativa fa uso della chiocciola, @). |
| ㅜ   | /u/                                  | U di ultimo, vocale arrotondata chiusa. Compare anche nel dittongo ㅝ */wə/, ㅟ uy */ui̯/ e ㅢ euy */ɨi̯/ (oggi /ɯi̯/ e, meno conservativamente, /ɥi/). Compare anche nell'antico trittongo ㅞ wey */wəi̯/, che oggi si semplifica in un dittongo aperto /we/. |
| ㅡ   | /ɨ/                                  | I di isola, ma pronunciata con il dorso della lingua in posizione centrale, per cui la vocale è centrale e non è anteriore; si può pronunciare immaginando di pronunciare "i" tenendo una penna tra i denti. |
| ㅁ   | /m/                                  | M di mano, consonante sonora. |
| ㅂ   | /p/                                  | P di palla, consonante sorda. A fine sillaba, è uno stop senza rilascio udibile di suono bilabiale. |
| ㅃ   | /p͈/                                  | PP di apparire, consonante sorda geminata/tensificata/raddoppiata. |
| ㅍ   | /pʰ/                                 | P di palla, consonante sorda aspirata, cioè accompagnata da uno sbuffo d'aria sordo. In generale, i suoni aspirati in coreano medio, moderno e contemporaneo derivano da antichi cluster in coreano antico (Old Korean) contenenti un'aspirazione /h/; il cluster poi si è semplificato in una consonante aspirata. A fine sillaba, i suoni aspirati già al tempo della pubblicazione dell'antico hangeul erano realizzati come stop senza rilascio udibile di suono. |
| ㄷ   | /t/                                  | T di tana, consonante sorda. A fine sillaba, è uno stop senza rilascio udibile di suono dentale. |
| ㄸ   | /t͈/                                  | TT di atto, consonante sorda geminata. |
| ㅌ   | /tʰ/                                 | T di tana, consonante sorda aspirata. |
| ㄱ   | /k/                                  | C di cane, consonante sorda. A fine sillaba, è uno stop senza rilascio udibile di suono velare. |
| ㄲ   | /k͈/                                  | CC di tocco, consonante sorda geminata. |
| ㅋ   | /kʰ/                                 | C di cane, consonante sorda aspirata. |
| ㅈ   | /ts/                                 | Z di zero, consonante sorda (nel Norditalia viene spesso sonorizzata in /dz/). A fine sillaba, è uno stop senza rilascio udibile di suono dentale. |
| ㅉ   | /t͈s/                                 | ZZI di mazzi, consonante sorda geminata. |
| ㅊ   | /tsʰ/                                | Z di zero, consonante sorda aspirata. |
| ㅅ   | /s/                                  | S di sole, consonante sorda. Si può trovare anche a fine sillaba, ma già precocemente dopo la pubblicazione dell'antico hangeul ha subito una convergenza con lo stop senza rilascio udibile di suono in zona dentale. |
| ㅆ   | /s͈/                                  | SS di asso, consonante sorda geminata. |
| ㅎ   | /h/                                  | H come nell'inglese "have", consonante sorda. Quest'aspirazione si plasma in base alla vocale successiva. |
| ㄴ   | /n/                                  | N di nave, consonante sonora. |
| ㄹ   | /l/, V/ɾ/V                           | L di leva, consonante sonora. Tuttavia, se tra due vocali (e dunque in contesto intervocalico), si pronuncia R di toro, consonante sonora monovibrante. Non si è certi se questi due suoni fossero allofoni in coreano antico (Old Korean) o se in realtà erano due consonanti ben distinte poi mutate in allofoni. |
| ㆁ   | -/ŋ/                                 | Anticamente, c'era una differenza tra le lettere ㆁ e ㅇ. La prima indicava a prescindere il suono -/ŋ/ a fine sillaba e poteva combinarsi in dei cluster (ex. ㆃ e ㆂ), mentre la versione senza trattino non aveva nessun valore fonetico e si usava a inizio sillaba per indicare la mancanza di consonante iniziale. In alcuni testi antichissimi si poteva usare anche a fine sillaba per indicare l'assenza totale di consonanti a fine sillaba. Questo secondo uso è diventato ridondante e la differenza tra le due lettere, molto simili tra loro, è caduta ed è rimasta solo ㅇ, mentre la prima è caduta in disuso. Oggi, per indicare che la sillaba finisce senza consonanti, non si scrive nessuna consonante, mentre ㅇ se presente a fine sillaba indica il suono -/ŋ/, mentre a inizio sillaba segnala l'assenza di iniziali, come già noto.       |
| ㅇ   | Ø-                                   | Questo pallino vuoto senza nessun altro trattino indica l'iniziale zero (zero-onset), scritta a inizio sillaba prima di una vocale per rimarcare l'assenza di consonante. L'iniziale zero in linguistica si indica con il simbolo in logica dell'insieme vuoto. |
| ㆅ   | /ɣ/-                                 | In tardo coreano medio, è un'aspirazione geminata che occorreva soltanto nel verbo hhye-, "tirare". Questa lettera è in disuso in coreano contemporaneo. Nei testi in cui si indica la pronuncia in cinese, indicava una G di galera, ma senza contatto tra organi e si ritrovava sempre prima di ㅕ. |
| ㆆ   | /ʔ/                                  | Il suono è uno stacco glottale/colpo di glottide ed equivale grossomodo a un colpetto di tosse. Il pallino è la consonante ㅇ rimpicciolita. Questo suono poteva trovarsi a inizio sillaba (e sporadicamente alla fine), poteva combinarsi in dei cluster e oggi è caduto. Dall'aggiunta di un tratto in alto che indica l'aspirazione, deriva l'aspirazione /h/ ㅎ, che si plasma in base alla vocale successiva. |
| ᄛ   | /ɾ/                                  | Il suono è una "r" monovibrante e sonora, come nella parola "arare". Il pallino è la consonante ㅇ rimpicciolita, che indica una lenizione. |
| ㅸ   | /β/                                  | B di balena, ma senza il contatto tra labbra, come avviene nello spagnolo moderno; probabilmente il suono deriva da una lenizione di /p/. Il pallino è la consonante sorda ㅇ rimpicciolita, che indica una lenizione. Oggi il suono è sparito perché sparito perché è mutato in /w/ già durante il coreano medio. Si trovava rarissimamente nella trascrizione di parole straniere per indicare il suono labiodentale /v/. In una trascrizione del 1492 dell'Iroha giapponese, rappresenta il suono bilabiale /ɸ/. |
| ㆄ   | /f/ oppure /fʰ/                      | F di finale, accompagnata da un'eventuale enfasi, e si trova rarissimamente nella trascrizione di parole straniere per indicare il suono /f/. Il pallino è la consonante ㅇ rimpicciolita, che indica una lenizione. |
| ㅿ   | /z/                                  | Z di zanzara, sonora e senza contatto tra organi. In alternativa, si può pensare come una S di sole ma sonora invece che sorda. Poteva combinarsi in dei cluster, come ㅬ /lz/ e ㅨ /nz/. Oggi questo suono è caduto nella pronuncia degli hanja e, nelle parole coreane, si può trovare sostituito con una ㅅ. Nonostante la sua apparenza, non deriva da una modifica di ㅅ. A questo suono si era assimilato il cluster arcaico ᅅ. |
| ㅱ   | /ɱ/- oppure, se a fine sillaba, -/w/ | Il suono è, se a inizio sillaba, una N di anfora, con gli incisivi dell'arcata superiore a contatto con il labbro inferiore per un fenomeno di assimilazione. Se a fine sillaba, è una semivocale alta e arrotondata -/w/, come nell'esclamazione colloquiale "Uau!" oppure "Wow!", e veniva usata nella trascrizione degli hanja. Il pallino è la consonante ㅇ rimpicciolita, che indica una lenizione: infatti la bocca deve rilassare le labbra per aprirle e trasformare dunque la -/m/ in una -/w/. |
| ㅥ   | /ɳ/-                                 | N di nave retroflessa/cacuminale, tale per cui la lingua è piegata all'indietro, come se si arrotolasse lungo il palato. Era usata solo per trascrivere questo suono nella pronuncia originale degli hanja in Cinese Medio. |
| ᄼ   | /s/                                  | S di sole. Deriva da una ㅅ con una gamba allungata. |
| ᅎ   | /ts/                                 | Z di zero, sorda. |
| ᅔ   | /tsʰ/                                | Z di zero, sorda e con aspirazione. |
| ᄽ   | /z/                                  | Z di zanzara, sonora e senza contatto tra organi, come ㅿ. |
| ᅏ   | /dz/                                 | Z di zanzara, sonora. |
| ᄾ   | /ɕ/                                  | S di sole, palatalizzata. |
| ᅐ   | /tɕ/                                 | C di cielo, palatalizzata, distinta da Z di zanzara, sorda. |
| ᅕ   | /tɕʰ/                                | C di cielo, palatalizzata e aspirata. |
| ᄿ   | /ʑ/                                  | S di sole, sonora e palatalizzata. Si può pensare come una ㅿ palatalizzata o come una G di gelato senza contatto tra organi e palatalizzata. |
| ᅑ   | /dʑ/                                 | G di gelato, palatalizzata e distinta da Z di zanzara, sonora. |

Le vocali sono classificate in due grandi gruppi "vocali yin" (陰) e "vocali yang" (陽) eccetto la vocale /i/, né yin né yang bensì neutra. Questo raggruppamento viene usato per spiegare l'armonia vocalica presente nel lessico risalente al coreano medio: le vocali yin all'interno di un vocabolo dovevano essere seguite solo da altre vocali yin, mentre le vocali Yang potevano co-occorrere solo con vocali yang; l'unica vocale libera da questo pattern era la /i/, ragion per cui è stata classificata come neutra. L'armonia vocalica era rispettata pure negli elementi post-radice, cioè nella morfologia, ragion per cui le particelle grammaticali che iniziavano per vocale avevano due versioni: una con una vocale Yin e un'altra con la vocale yang; la morfologia che iniziava per consonante aveva invece una versione unica. L'armonia vocalica veniva spezzata solo in delle espressioni onomatopeiche e nel caso la morfologia iniziava in consonante ed è un sistema durato fino all'inizio del coreano moderno.
Il coreano medio aveva tre toni: tono basso/grave, tono alto/acuto e tono crescente più allungamento vocalico; i primi due erano due semplici intonazioni già presenti in coreano antico. Il tono basso non era indicato con nessun diacritico, il tono alto era indicato con un pallino prima della sillaba e il tono crescente lungo era indicato con due pallini a lato (傍點) incolonnati prima della sillaba. Il tono crescente lungo è nato probabilmente in coreano medio per la fusione di una sillaba con intonazione bassa seguita da una sillaba con intonazione alta e i prestiti dal cinese medio, che aveva sviluppato i toni rispetto al cinese antico e al cinese degli Han orientali, ha contribuito ulteriormente alla nascita di un sistema tonale. Nella traslitterazione del tardo coreano medio il tono grave non viene indicato da nessun diacritico vocalico, il tono acuto viene indicato dall'accento acuto e il tono crescente lungo viene indicato dal caron (e.g., a, á, ǎ). Il sistema tonale è caduto in primo coreano moderno, in cui resta solo una traccia nell'allungamento vocalico in sillabe che in coreano medio avevano il tono crescente lungo e alcune tracce nell'intonazioni in dialetti come il gyeongsang e lo hamyeong.
In generale, la grafia antica, compresa di lettere arcaiche, si chiama "Old Hangeul", 옛한글, di cui esistono degli strumenti di input (입력기) e metodi di input (입력 방법) in tastiere impostabili appositamente nelle impostazioni. Uno dei modi migliori per scrivere le sillabe in coreano medio/coreano medievale è usare la tastiera Microsoft Old Hangul.

## Caratteristiche del primo coreano medio e evoluzioni
Il primo coreano medio veniva scritto con i sinogrammi presi in prestito dalla Cina attraverso il Giappone. Tali caratteri erano detti "hanja" ed erano usati nonostante non fossero completamente adatti al primo coreano medio, che era una lingua con un sistema tonale diverso dal primo cinese medio e che era dotato di una morfologia.
Gli hanja tuttavia erano usati per approssimare la pronuncia della morfologia coreana: questo tipo di scrittura è detta "idu" e mostra l'ordine sintattico dei costituenti SOV (soggetto-oggetto-verbo) siccome la frase si basa sulla grammatica coreana.
Un sotto-sistema dell'idu è il sistema gugyeol (口訣), in cui i sinogrammi che indicavano la pronuncia della morfologia talvolta erano stilizzati al punto da assomigliare al katakana ed erano direttamente aggiunti alle frasi in cinese classico, che dunque seguivano la grammatica del wenyan. Il gugyeol si ritrova sotto forma di annotazioni appuntate a margine di sutra buddisti tradotti dalle lingue indiche (ad es. il sanscrito classico) in cinese classico.
Un esempio di gugyeol non stilizzato e con l'aggiunta della punteggiatura (aggiunta comunque contemporanea) è la frase in wenyan "天地之間萬物之中, 唯人最貴: 所貴乎人者以其有五倫也", "In mezzo alla miriade di cose tra Cielo e Terra, l'Uomo è la più nobile: cioè che è nobile nell'Uomo è il suo possedere le Cinque Relazioni".
La stessa frase corredata da gugyeol per mimare la pronuncia della morfologia in primo coreano antico in un testo che segue la grammatica del wenyan è "天地之間萬物之中厓, 唯人伊最貴爲尼: 所貴乎人者隱以其有五倫也羅".
Il secondo sistema per corredare i testi con la morfologia coreana è il gakpil (각필, 角筆), per cui alcune incisioni molto piccole con un punteruolo accanto ai caratteri indicavano delle informazioni sulla morfologia. Queste incisioni erano talmente piccole da essere passate inosservate o essere scambiate per segni di usura fino all'anno 2000, che è l'anno della loro scoperta. Ciononostante, questo sistema di annotazioni era già noto in giapponese, in cui veniva chiamato kakuhitsu 角筆 e veniva descritto esplicitamente nei testi antichi. L'uso di incisioni non preserva alcuna informazione sulla pronuncia ma solo sull'uso delle particelle e suffissi in primo coreano medio.
Siccome il primo coreano medio è l'evoluzione della lingua della dinastia Silla (ovvero del coreano antico), gran parte del vocabolario si basa sulla lingua della dinastia Silla. Tuttavia, siccome la capitale venne spostata nell'odierna Kaeseong, in un territorio appartenuto allo Stato di Goguryeo poi conquistato dalla dinastia Silla nel 668, il primo coreano medio conserva alcune tracce della varietà di antico coreano di Goguryeo. Per esempio, in una glossa di un testo in scrittura idu, si legge 鉛: 俗云"那勿". Ovvero, si indica che il sinogramma/hanja 鉛 indica il piombo e si aggiunge che volgarmente si pronuncia *namol. La pronuncia colloquiale deriva dall'antico coreano dei Goguryeo, siccome in antico coreano dei Silla era *namər, ricostruita dall'idu 乃勿. Tuttavia, alla fine si impose la versione dei Silla, che in primo coreano medio prende la forma definitiva "mozol".
A questo substrato ereditato dal coreano antico dei Goguryeo, poi sparito, si aggiunge il pesante substrato ereditato dal primo cinese medio, per cui fino a 2/3 del vocabolario coreano contemporaneo è formato da prestiti sino-coreani in particolare nel campo scientifico e nel lessico formale.
Dalle fonti risalenti al primo coreano medio, si ricostruisce parte del vocabolario e della pronuncia. Un'opera fondamentale è il Jilin Leishi di Sun Mu, che tuttavia era un cinese che ha approssimato i suoni del primo coreano medio attraverso l'inventario fonetico del tardo cinese medio (Late Middle Chinese) e l'uso dei sinogrammi. Pertanto, è necessario usare una ricostruzione del tardo cinese medio per interpretare il Jilin Leishi e compararlo con la fonetica del tardo coreano medio, ricostruita grazie anche all'antico hangeul. Inoltre, del Jilin Leishi sono pervenuti solo dei frammenti risalenti al periodo Qing e inseriti nel Gujin Tushu Jicheng (古今圖書集成) del 1726. Altri frammenti sono inseriti nel Taedong unbu kunok (大東韻府群玉) del 1558 e in un'opera del periodo Ming, lo Shuo Fu (說郛), la cui prima edizione è andata perduta (il primo esemplare pervenuto è del 1647 ed è stato ristampato e corretto solo nel 1925). Dal Jilin Leishi, sono estraibili oltre 350 parole e frasi del primo coreano medio. La tipica struttura nel caso in cui si indica la pronuncia è X曰Y, cioè "X si dice Y". Un esempio è 口曰邑 ("Bocca" si dice *ʔip), da cui si ricostruisce la pronuncia in coreano antico e primo coreano medio *ip, ereditata in coreano moderno e contemporaneo come 입.
Alcune corrispondenze molto diffuse tra sinogrammi del tardo cinese medio e sillabe moderne con la lettura risalente all'inizio del tardo coreano medio sono:
加 = ka 가, 居 = ke 거, 근, 只 = ki 기, 古 = ko 고, 斤 = kun
乃 = na 나, 你 = ni 니
多 = da 다, 刀 / 道 = do 도, 豆 = du 두
羅 = la 라, 老 = lo 로, 里 = li 리
亇 = ma 마, 毛 = mo 모, 勿 = mul/m@l 믈
朴 = pak 박, 夫 = pwu 부, 非 = pi 비
沙 = sa 사, 參 = sam 삼, 所 = so 소
耳 = zi
阿 = a 아, 於 = e 어, 五 = o 오, 尤 = u 우 伊 = i 이
隱 = un 은, 也 = ya 야, 余 = ye 여.
A questi, si aggiungono alcuni sinogrammi già usati per trascrivere la morfologia in coreano antico, ereditati in primo coreano medio:
乙 = -l, 音 = -m, 邑 = -p, 叱 = -s, 次 = -c; 支 = -h?
Il primo coreano medio, rispetto alla ricostruzione della fonetica del coreano antico, mostra numerose cadute di antiche vocali che dunque hanno formato dei cluster consonantici a seguito di sincope vocalica. Un esempio è la parola "riso (crudo)", in coreano antico *posol, diventata *ps@l nel passaggio tra primo e tardo coreano medio. E' attestato il suono ᅀ *z, sviluppatosi da una lenizione di *s in coreano antico in un cluster *[-ns V-] e *[-ls V-] seguito da una vocale qualunque (V); il suono, in contesto intervocalico, è caduto precocemente in tardo coreano medio per sincope consonantica; in alcuni casi è mutato in /t͡s/ per poi cadere comunque. E' anche attestato il suono ㅸ *β, nato da una lenizione di *b in coreano antico in contesto *-lb-V- e quando era in mezzo a una parola bisilabica e contemporaneamente in contesto intervocalico. Questo suono è poi sparito precocemente poco dopo la pubblicazione dell'hangeul, ma nel dialetto di Gyeongsang ha subito un riflesso in /b/, presumibilmente per rinforzo articolatorio. Invece, nel coreano non dialettale si è precocemente lenita nella semivocale /w/.
Il primo coreano medio ha ereditato tutti gli stop senza rilascio di suono udibile del coreano antico, cioè *-p, *-t, *-k a cui si aggiungono *-s, *-ts, *-h. Il contrasto in coreano antico tra *-t͡s e *-t͡sʰ è stato neutralizzato, per cui è avvenuta una convergenza in *-ts. A queste code di sillaba, si aggiungono *-m, *-n, *-ng e *-l. Con la lenizione di *-ls e *-ns finale seguito da vocale, si aggiunge infine la coda *-z.
La consonante laterale /l/ nel cluster *-ls-, mutato in *-lz-, è rimasta in primo coreano medio ma è caduta per sincope consonantica in tardo coreano medio. La /l/ cade anche all'interno di parole quando forma cluster con i suoni dentali, dunque *-ld-, *-lt-, *-lt͡s-, *-lt͡sʰ- e *-ln- oltre a *-lz-.
Il primo coreano medio mostra un pesante substrato lessicale risalente al primo cinese medio che consiste in un vasto insieme di prestiti; questo vocabolario in particolare esplose nel momento in cui vennero introdotti gli esami imperiali in Corea nel 958 siccome gli esami erano basati sulla conoscenza dei classici della letteratura cinese e dei sinogrammi più diffusi, pari ad alcune migliaia. L'uso di prestiti cinesi ha poi sostituito o affiancato alcune parole native risalenti al coreano antico e in parte ereditate in primo coreano medio e in parte in fase di abbandono. I vocaboli in fase di abbandono sono comunque attestati in opere come il Jilin Leishi. Oltre al pesante substrato in primo cinese medio, mostra un substrato successivo mongolo, proveniente dal mongolo antico. Questo substrato è entrato nella lingua coreana durante il periodo della dinastia Yuan, cioè del khanato mongolo in Cina (1279-1368), durato per circa metà della dinastia Goryeo. Siccome i mongoli erano un popolo di pastori nomadi dediti alla conquista militare di gran parte dell'Asia sotto Gengis Khan, gran parte dei prestiti mongoli in coreano riguarda la sfera militare, l'equitazione e l'uso dei falchi. Molti prestiti sono attestati intorno all'area di Hamgyeong, in cui viveva una comunità di Jurchen.
Il tardo coreano medio, iniziato con l'avvento della dinastia Joseon, mostra ulteriori evoluzioni e l'introduzione dell'antico hangeul il 9 ottobre 1446. L'antico hangeul ha sostituito la pratica del gugyeol siccome ogni commento riguardante la pronuncia di un hanja o la morfologia in tardo coreano medio di una frase in cinese classico o coreano poteva essere disambiguata da un nuovo alfabeto promulgato dal potere centrale. La pronuncia dell'antico hangeul è stata ricostruita attraverso la lettura dello Hunminjeongeum e lo studio dei prestiti sino-coreani dal primo cinese medio, a sua volta ricostruito tramite rimari cinesi (e.g., il Qieyun e il Guangyun), l'uso delle attestazioni antiche dei dialetti cinesi conservativi e l'uso di prestiti del primo cinese medio in altre lingue (tra cui il coreano, giapponese e vietnamita). Tra i primi testi in cui viene usato l'hangeul si contano le esegesi o "interpretazioni vernacolari" di testi precedenti, le 諺解 eonhae. Siccome questi testi sono solitamente scritti in cinese classico, comunque non rispecchiano interamente la grammatica e sintassi del tardo coreano medio. Questi testi sono omogenei siccome sono prodotti in gran parte a Seoul; anche l'ortografia è molto regolare, frutto presumibilmente di uno standard ortografico in voga a Seoul.
In tardo coreano medio, le particelle (indicate con l'antico hangeul) erano le seguenti:
- il soggetto (nominativo) veniva facoltativamente marcato con /i/~/i̯/ (i~y) mentre ga è attestata successivamente;
- il complemento oggetto diretto (accusativo) venica marcato con eul / @l e, se il vocabolo finiva in vocale, con leul/l@l.
- il c. di specificazione (genitivo) veniva marcato con euy oppure @y; a questa forma, si aggunge la "-s mediana" (medial -s) o "genitivo in -s", che aveva una sfumatura onorifica se usata con le persone;
- il c. di stato in luogo e moto a luogo (locativo, allativo) veniva marcato con ai/ei oppure @y/euy ed era usato solo con nomi riferiti a esseri inanimati e il set @y/uy si è sviluppato in riferimento a un gruppo specifico di vocaboli, con rare eccezioni;
- il c. di termine (dativo) veniva marcato da alcune particelle che derivano da una modifica delle particelle del locativo-allativo @y/euy: sono queste due particelle affiancate dalla coda -keu'ngey, -kekeuy o -s@ntoy. La coda -keu'ngey (o keu.ngey) deriva da una contrazione di keu'ngekuy e la sillaba "keu" è quella che indica la deissi distale, 그 ("quello/a");
- Il c. di strumento (strumentale) veniva marcato con lo;
- Il c. di compagnia (comitativo/sociativo) veniva marcato con wa oppure, se dopo vocaboli terminanti in vocale, in gwa;
- Il c. di vocazione (vocativo) veniva marcato con a e ha; la seconda particella aveva una sfumatura onorifica;
- L'argomento (che in senso lato si può immaginare come un c. di specificazione) veniva marcato con la particella @n/eun e, se il vocabolo finiva in vocale, con n@n/neun;
- Il c. di moto da luogo e di origine veniva marcato con sye, che deriva dal verbo essere;
- la particella za aveva una funzione enfatica e si metteva dopo le altre particelle, tranne nel caso del soggetto siccome poteva sia affiancare che sostituire i/y.

### Lo spostamento vocalico coreano
Un punto controverso nel periodo di passaggio tra coreano antico e primo coreano medio è il cosiddetto spostamento vocalico coreano ipotizzato da Lee in base al trattamento dei prestiti derivati dal mongolo antico (che tuttavia indica come "mongolo medio") in coreano. Lo spostamento vocalico coreano, teorizzato negli anni '60, già dopo un decennio è stato messo in dubbio da numerosi autori, per cui non sarebbe mai avvenuto.
Secondo la controversa teoria dello spostamento vocalico coreano, il mongolo antico aveva un sistema di 7 vocali con un adattamento anomalo in primo coreano medio, frutto di una modifica dell'originale inventario vocalico del coreano. Le vocali del mongolo medio sono *a, *e, *i, *o, *u, *ö, *ü. La corrispondenza è altra tranne in *u e *o, adattate in primo coreano medio come *o. Un'altra corrispondenza imperfetta si ritrova in *ü, accomodata come *u; curiosamente, la *u in coreano non veniva usata per rendere (anche) la *u mongola, ma solo la *ü. Pertanto, Lee ha proposto che la *u in coreano in coreano antico era un suono completamente diverso, una *ü mutata poi in *u. Una corrispondenza alta di suono ma non totale si trova tra la *e del mongolo medio e la *ə del coreano medio (per cui *ö era adattata come *wə per mimare un arrotondamento delle labbra): la corrispondenza diventa totale se si postula un'altra mutazione dal coreano antico: *e > *ə presumibilmente per defonologizzazione. In base alle trascrizioni nel Jilin Leishi, Lee ha anche teorizzato che *ɔ > *ʌ, per cui la vocale ha perso l'arrotondamento delle labbra e ha cessato dunque di essere procheila/arrotondata, e *ə > *ɨ.
Secondo Seongyeon Ko (2013) e altri detrattori di questa teoria, le varietà moderne di mongolo permettono di ricostruire un inventario di vocali in mongolo antico in cui il contrasto tra vocali non deriva da un contrasto palatale (vocali frontali VS posteriori), ma da una differenza di posizione della radice della lingua: pertanto, l'inventario vocalico del mongolo antico ricostruito dalle varietà viventi di mongolo in base al criterio della maggioranza è *i, *e, *a, *u, *ʊ, *o, *ɔ; l'inventario è diverso da quello indicato da Lee. Inoltre, gli esempi citati da Lee sono problematici siccome i vocaboli in mongolo antico sono attestati in fonti scritte coreane, ma non sono direttamente attestate in mongolo. Dopodiché, Lee nell'osservare le trascrizioni nel Jilin Leishi, scritto durante il periodo del tardo cinese medio (dinastia Song), ha interpretato le trascrizioni con la fonologia del primo mandarino (dinastia Yuan) siccome questa ricostruzione era già a uno stadio maturo e avanzato. Infine, già nello Hunminjeongeum non si trovano tracce di riferimenti espliciti a spostamenti vocalici, il sistema vocalico in coreano antico ricostruito da Lee è ritenuto complesso e innaturale e lo spostamento vocalico coreano viola alcuni princìpi di Labov dello spostamento vocalico. I primi testi giapponesi che trascrivono le parole coreane non mostrano tracce dello spostamento vocalico coreano.
Le prime teorie linguistiche sulla posizione della radice della lingua sono state usate nelle lingue africane come l'akan per spiegare l'armonia vocale nel loro lessico, per poi essere state applicate in vietnamita per spiegare la nascita del profilo tonale acuto contrapposto al grave (separazione tonale) a seguito della tonogenesi; è stata poi applicata da Karen Huang per ricostruire nel 2009 il sistema vocalico del proto-yue, ma tale soluzione è stato smontata da Georg Orlandi nel 2020 perché non suffragata da indizi. Infine, è stata applicata in mongolo antico per illustrare il suo sistema vocalico.